# Openbaar vervoer in Amersfoort
Het openbaar vervoer in Amersfoort bestaat uit treinverbindingen van de Nederlandse Spoorwegen en Keolis Nederland, stads- en streekbussen van Syntus Utrecht en streekbussen van EBS (onder de naam RRReis) en Qbuzz (onder de naam U-OV). Ook stoppen er schoolbussen van Hermes (onder de naam RRReis) in Amersfoort.
Amersfoort beschikt over drie stations: Amersfoort Centraal, Amersfoort Schothorst en Amersfoort Vathorst. Ook station Hoevelaken ligt binnen de gemeentegrenzen van Amersfoort, al bedient dat station het naburige Hoevelaken.

## Treinverbindingen

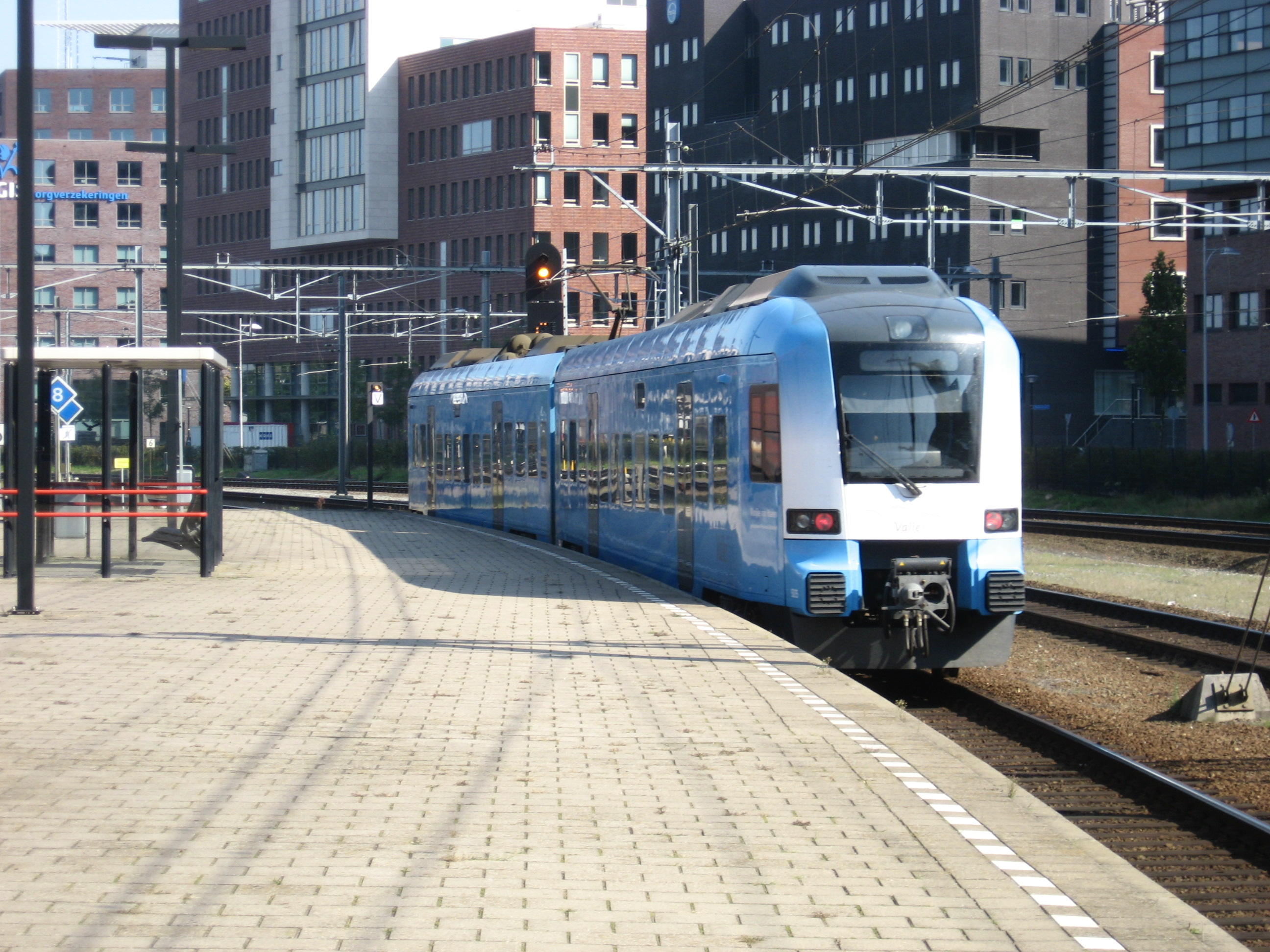
Een trein van de Valleilijn op station Amersfoort

De volgende treinseries stoppen in de dienstregeling 2025 te Amersfoort:
| Serie         | Treinsoort                                    | Route | Bijzonderheden |
| ------------- | --------------------------------------------- | --- | --- |
| 140/240 IC 77 | Intercity (NS International / DB Fernverkehr) | Amsterdam Centraal – Hilversum – Amersfoort Centraal – Apeldoorn – Deventer – Hengelo – Bad Bentheim – Rheine – Osnabrück Hbf – Bünde (Westf) – Hannover Hbf – Berlin-Spandau – Berlin Hbf – Berlin Ostbahnhof     | Stopt niet in Almelo. Rijdt elke twee uur. |
| 450           | European Sleeper (European Sleeper)           | Brussel-Zuid – Antwerpen-Centraal – Roosendaal – Rotterdam Centraal – Den Haag HS – Schiphol Airport – Amsterdam Centraal – Amersfoort Centraal – Deventer – Bad Bentheim – Berlin Hbf – Dresden Hbf – Praha hl.n. | Stopt 2-3x per week. Stopt richting Brussel niet op Schiphol Airport en Den Haag HS. |
| 500           | Intercity (NS)                                | Den Haag Centraal – Gouda – Utrecht Centraal – Amersfoort Centraal – Zwolle – Assen – Groningen | |
| 600           | Intercity (NS)                                | Leeuwarden – Meppel – Zwolle – Amersfoort Centraal – Utrecht Centraal – Gouda – Den Haag Centraal | |
| 1500          | Intercity (NS)                                | Amsterdam Centraal – Hilversum – Amersfoort Centraal – Apeldoorn – Deventer | Rijdt op werkdagen tijdens de spits van/naar Deventer. Tussen de spitsen is dat 1x per 2 uur. Rijdt in het weekend enkele ritten van/naar Deventer.                                           |
| 1700          | Intercity (NS)                                | Den Haag Centraal – Gouda – Utrecht Centraal – Amersfoort Centraal – Apeldoorn – Deventer – Almelo – Hengelo – Enschede                                                                                            | Rijdt na 20:00 uur tussen Enschede en Utrecht Centraal en rijdt dan vanaf Utrecht Centraal door als Intercity 2800 naar Rotterdam Centraal.                                                   |
| 1800          | Intercity direct (NS)                         | Breda – Rotterdam Centraal – Schiphol Airport – Amsterdam Zuid – Duivendrecht – Hilversum – Amersfoort Centraal – Amersfoort Schothorst                                                                            | Via HSL. Rijdt na circa 20:00, op zaterdagochtend tot 9:00 en op zondagochtend tot 9:30 niet tussen Breda en Rotterdam Centraal.                                                              |
| 5300          | Sprinter (NS)                                 | Amersfoort Centraal – Nijkerk – Harderwijk | Rijdt van maandag t/m donderdag in de ochtendspits naar Amersfoort Centraal en in de middagspits naar Harderwijk. Stopt niet in Amersfoort Schothorst, Amersfoort Vathorst, Putten en Ermelo. |
| 5600          | Sprinter (NS)                                 | Utrecht Centraal – Utrecht Overvecht – Amersfoort Centraal – Amersfoort Schothorst – Amersfoort Vathorst – Zwolle                                                                                                  | |
| 5800          | Sprinter (NS)                                 | Amersfoort Vathorst – Amersfoort Schothorst – Amersfoort Centraal – Hilversum – Weesp – Amsterdam Centraal | Rijdt in de vroege ochtend en na 22:30 uur niet tussen Amersfoort Vathorst en Amersfoort Centraal.                                                                                            |
| 21440         | Intercity (NS)                                | Utrecht Centraal – Amersfoort Centraal | Nachtnet. Rijdt alleen in de nachten volgend op vrijdag en zaterdag. |
| 31300 RS 34   | Sprinter (Keolis)                             | Amersfoort Centraal – Barneveld Centrum – Ede-Wageningen | Onderdeel van de formule RRReis. |
| 31400 RS 34   | Sprinter (Keolis)                             | Amersfoort Centraal – Barneveld Centrum – Barneveld Zuid | Onderdeel van de formule RRReis. |

## Buslijnen

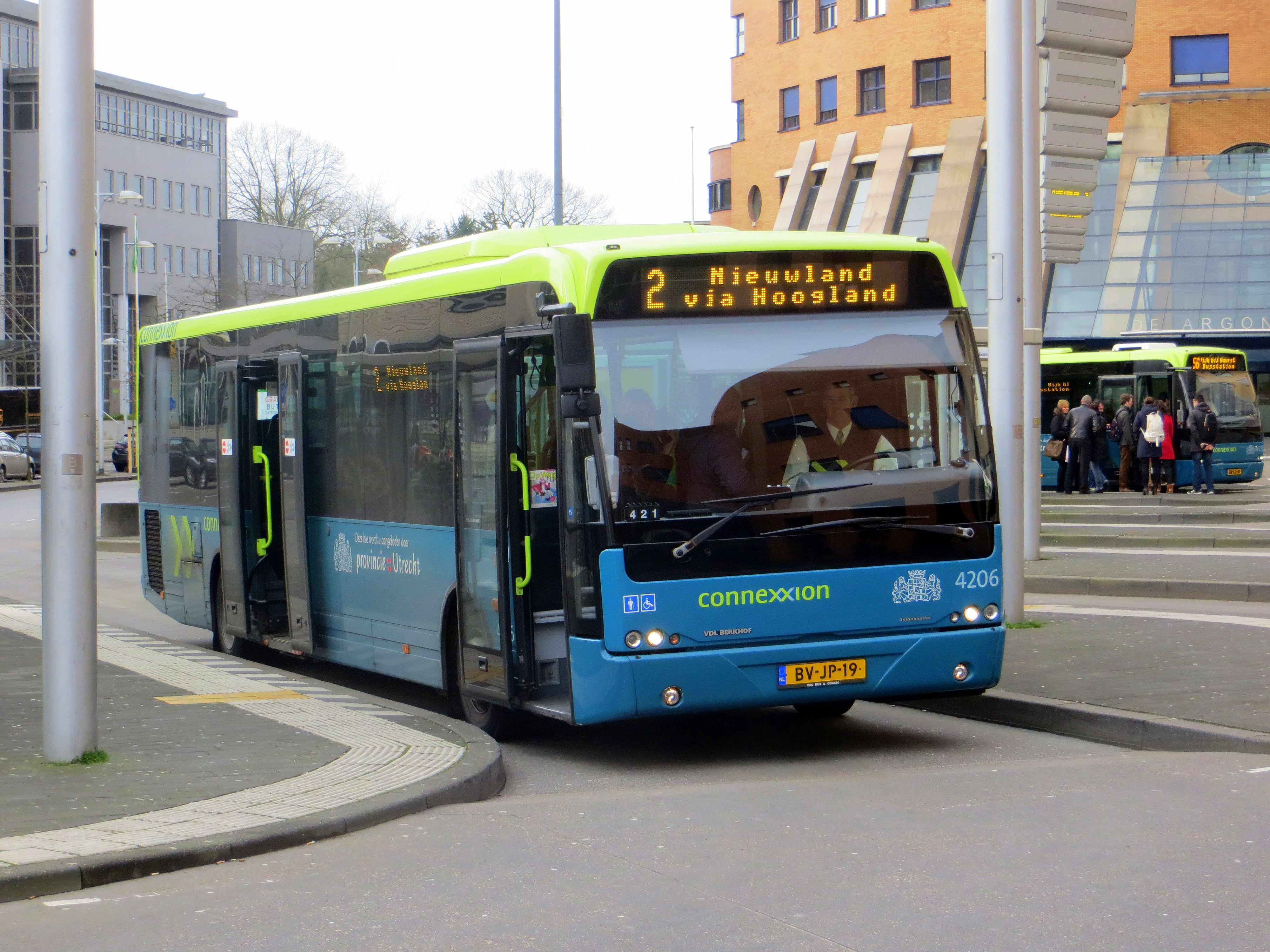
Een bus van Connexxion op station Amersfoort

Van 1946 tot en met 1983 werd het stadsvervoer verzorgt door Nefkens en sindsdien door de VAD en zijn rechtsopvolgers. Sinds dienstregelingjaar 2017 wordt het stads- en streekvervoer per bus verzorgd door Syntus Utrecht. Enkele buslijnen uit andere concessies worden verzorgd door EBS, Hermes en Qbuzz.
| Lijn                                                    | Route                                                              | Via                                                                                      | Lijnsoort                                               |
| Keolis als Syntus Utrecht (concessie Provincie Utrecht) | Keolis als Syntus Utrecht (concessie Provincie Utrecht)            | Keolis als Syntus Utrecht (concessie Provincie Utrecht)                                  | Keolis als Syntus Utrecht (concessie Provincie Utrecht) |
| ------------------------------------------------------- | ------------------------------------------------------------------ | ---------------------------------------------------------------------------------------- | ------------------------------------------------------- |
| 1                                                       | Station Amersfoort Centraal – Soesterkwartier / Isselt             | Stadhuis                                                                                 | Stadsbus                                                |
| 2                                                       | Station Amersfoort Centraal – Nieuwland                            | De Koppel, Meander MC, Hoogland-West                                                     | Stadsbus                                                |
| 3                                                       | Station Amersfoort Centraal – Station Amersfoort Vathorst          | De Koppel, Meander MC, Hoogland-West, Calveen                                            | Stadsbus                                                |
| 4                                                       | Station Amersfoort Centraal – Kattenbroek                          | De Koppel, Hoogland                                                                      | Stadsbus                                                |
| 5                                                       | Station Amersfoort Centraal – Station Amersfoort Vathorst          | Centrum, Kruiskamp, Station Amersfoort Schothorst, Zielhorst-Oost, IKEA                  | Stadsbus                                                |
| 6                                                       | Station Amersfoort Centraal – Liendert                             | Centrum, Kruiskamp(, Rustenburg)                                                         | Stadsbus                                                |
| 7                                                       | Station Amersfoort Centraal – Station Amersfoort Schothorst        | De Koppel                                                                                | Stadsbus                                                |
| 8                                                       | Station Amersfoort Centraal – Randenbroek                          | Centrum(, Schuilenburg)                                                                  | Stadsbus                                                |
| 9                                                       | Station Amersfoort Centraal – Dorrestein                           | Zonnehof, Leusderkwartier                                                                | Stadsbus                                                |
| 10                                                      | Station Amersfoort Centraal – Amersfoort Hoornbeeck/Van Lodenstein |                                                                                          | Schoolbus                                               |
| 15                                                      | Station Amersfoort Centraal – Station Amersfoort Vathorst          | Centrum, Hogekwartier, Hoefkwartier, Zielhorst-Noord                                     | Stadsbus                                                |
| 17                                                      | Station Amersfoort Centraal – Leusden Bedrijventerrein de Horst    |                                                                                          | Streekbus                                               |
| 19                                                      | Station Amersfoort Centraal – Leusden ISVW                         | Bergkwartier, Begraafplaats Rusthof                                                      | Stadsbus                                                |
| 70                                                      | Station Amersfoort Centraal – Station Hilversum                    | Soest, Paleis Soestdijk, Lage Vuursche                                                   | Streekbus                                               |
| 76                                                      | Station Amersfoort Centraal – Spakenburg Broerswetering            | Bunschoten                                                                               | Streekbus                                               |
| 80                                                      | Station Amersfoort Centraal – Station Veenendaal-De Klomp          | Leusden, Woudenberg, Scherpenzeel, Renswoude                                             | Streekbus                                               |
| 82                                                      | Station Amersfoort Centraal – Doorn Berkenweg                      | Leusden, Woudenberg, Maarsbergen, Maarn                                                  | Streekbus                                               |
| 202                                                     | Amersfoort Nieuwland – Vianen Busstation Lekbrug                   | Station Amersfoort Centraal, Utrecht Science Park, Nieuwegein                            | Snelbus                                                 |
| 203                                                     | Station Amersfoort Schothorst – Utrecht Rijnsweerd Noord           | Amersfoort Centrum                                                                       | Snelbus                                                 |
| 215                                                     | Station Amersfoort Vathorst – Utrecht Rijnsweerd Noord             | Amersfoort Centrum, Station Amersfoort Centraal                                          | Snelbus                                                 |
| 217                                                     | Station Amersfoort Centraal – Leusden Bedrijventerrein de Horst    |                                                                                          | Spitsbus                                                |
| 276                                                     | Bunschoten-Spakenburg Haarbrug Noord – Utrecht Rijnsweerd Noord    | Station Amersfoort Centraal                                                              | Spitsbus                                                |
| 280                                                     | Station Amersfoort Centraal – Station Veenendaal Centrum           | Leusden, Woudenberg, Maarsbergen                                                         | Streekbus                                               |
| 501                                                     | Station Amersfoort Centraal – Birkhoven Park                       |                                                                                          | Buurtbus                                                |
| 572                                                     | Station Amersfoort Vathorst – Soest Soestdijk Noord                | Bunschoten, Baarn                                                                        | Buurtbus                                                |
| 573                                                     | Amersfoort Meander MC – Eemnes BEL-kantoor                         | Soest, Baarn                                                                             | Buurtbus                                                |
| 680                                                     | Amersfoort Hoornbeeck/Van Lodenstein – Station Rhenen              | Leusden, Woudenberg, Scherpenzeel, Renswoude, Ederveen, De Klomp, Veenendaal             | Schoolbus                                               |
| 682                                                     | Station Houten – Hoevelaken Van Lodenstein College                 | Nieuwegein, Utrecht WKZ/Máxima, Amersfoort Hoornbeeck/Van Lodenstein                     | Schoolbus                                               |
| N03                                                     | Station Amersfoort Centraal – Vathorst                             | De Koppel, Meander MC, Hoogland-West, Calveen                                            | Nachtbus                                                |
| N17                                                     | Station Amersfoort Centraal – Leusden Bedrijventerrein de Horst    |                                                                                          | Nachtbus                                                |
| N70                                                     | Amersfoort Eemplein – Baarn De Drie Eiken                          | Soest                                                                                    | Nachtbus                                                |
| N76                                                     | Station Amersfoort Centraal – Spakenburg Broerswetering            | Bunschoten                                                                               | Nachtbus                                                |
| Qbuzz als U-OV (concessie Regio Utrecht)                |                                                                    |                                                                                          |                                                         |
| 34                                                      | Station Amersfoort Centraal – Utrecht P+R Westraven                | Soesterberg, Huis ter Heide, Zeist, Utrecht (Science Park, Rijnsweerd Noord)             | U-link                                                  |
| 56                                                      | Station Amersfoort Centraal – Wijk bij Duurstede Busstation        | Soesterberg, Huis ter Heide, Zeist, Station Driebergen-Zeist, Doorn, Langbroek, Cothen   | Streekbus                                               |
| EBS als RRReis (concessie IJssel-Vecht)                 |                                                                    |                                                                                          |                                                         |
| 101                                                     | Station Amersfoort Centraal – Station Harderwijk                   | Station Amersfoort Vathorst, Nijkerk, Putten, Ermelo                                     | Streekbus                                               |
| 102                                                     | Station Amersfoort Centraal – Station Apeldoorn                    | Hoevelaken, Zwartebroek, Terschuur, Voorthuizen, Wittenberg, Nieuw-Milligen, Hoog Soeren | Streekbus                                               |
| 142                                                     | Station Amersfoort Vathorst – Station Harderwijk                   | Nijkerk, Zeewolde                                                                        | Streekbus                                               |
| 625                                                     | Amersfoort GSG Arnhemseweg – Zeewolde De Verbeelding               |                                                                                          | Schoolbus                                               |
| 674                                                     | Amersfoort Hoornbeeck/Van Lodenstein – Station Harderwijk          | Nijkerk, Putten, Ermelo                                                                  | Schoolbus                                               |
| 676                                                     | Amersfoort Hoornbeeck/Van Lodenstein – Elspeet Centrum             | Hoevelaken, Terschuur, Voorthuizen, Wittenberg, Garderen, Uddel                          | Schoolbus                                               |
| Hermes als RRReis (concessie Veluwe-Zuid)               |                                                                    |                                                                                          |                                                         |
| 607                                                     | Amersfoort Hoornbeeck/Van Lodenstein – Station Ede-Wageningen      | Kootwijkerbroek, Stroe, Harskamp, Wekerom                                                | Schoolbus                                               |